# Avşar
Avşar (azerbajdzjanska: Avşar; ryska: Авшар: Avsjar. Hette till 1991 Üzeyirkänd, azerbajdzjanska: Üzeyirkənd; ryska: Узеиркенд: Uzeirkend) är en ort i Azerbajdzjan.   Den ligger i distriktet Ağcabädi, i den centrala delen av landet, 210 kilometer väster om huvudstaden Baku. Avşar ligger 45 meter över havet och antalet invånare är 5 600.
Terrängen runt Avşar är platt. Närmaste större samhälle är Ağcabädi, 9,0 kilometer norr om Avşar.
Trakten runt Avşar består till största delen av jordbruksmark. Runt Avşar är det ganska tätbefolkat, med 62 invånare per kvadratkilometer.